# Juan Carlos Blengio
Juan Carlos Blengio (San Fernando, Provincia de Buenos Aires, Argentina, 26 de junio de 1980) es un exfutbolista y entrenador argentino. Como futbolista se desempeñaba como defensor. Actualmente dirige la reserva del Club Atlético Tigre, destacando dos interinatos en el equipo de primera división en los años 2020 y 2024.
Su hijo, Matías Blengio, también es futbolista y su posición es la de arquero. Actualmente forma parte de Ituzaingó, de la Primera B Metropolitana.

## Carrera profesional
Surgido de las categorías inferiores de Tigre, la primera aparición en el banco de suplentes fue el 29 de agosto de 1998, temporada en la que fue parte del plantel que ascendió al Nacional B. Después de nueve partidos como suplente llegó el debut oficial en el primer equipo, ocurrió el 27 de agosto de 2000 en un encuentro ante All Boys.
Ya como capitán, fue una de las piezas inamovibles del equipo que obtuvo el bicampeonato de Primera B 2004-05. Jugó 37 de los 40 partidos.
A mediados de 2007 logró el ascenso a  Primera División siendo una de las figuras excluyentes. Estuvo presente en 40 de los 44 encuentros. El 2007 soñado del club culminó con un inolvidable subcampeonato en el Apertura 2007. Fue fundamental en la histórica campaña disputando 14 de los 19 encuentros.
Como capitán y líder de la defensa, Tigre alcanzó otro histórico subcampeonato en el Apertura 2008. En este caso disputó 13 de los 21 encuentros, con algunos rendimientos superlativos como en la victoria 3-2 frente a Boca Juniors en La Bombonera. También logró conseguir el subcampeonato del Clausura 2012.
Pasó por una temporada a préstamo al Atromitos FC de Grecia, donde no tuvo regularidad debido a las lesiones. Fichó por dos años con Gimnasia y Esgrima La Plata a mediados de 2012, club en el cual se destacó en el ascenso logrado a la élite del fútbol argentino. Al vencer su préstamo, regresó nuevamente al club de Victoria, para luego retirarse.
Es el quinto jugador con más presencias en la historia de Tigre, con 335 encuentros disputados.

## Trayectoria

### Como jugador
| Club                        | País      | Período   | Partidos |
| --------------------------- | --------- | --------- | -------- |
| Tigre                       | Argentina | 2000-2009 | 233      |
| Atromitos FC                | Grecia    | 2009-2010 | 13       |
| Tigre                       | Argentina | 2010-2012 | 39       |
| Gimnasia y Esgrima La Plata | Argentina | 2012-2014 | 73       |
| Tigre                       | Argentina | 2014-2018 | 63       |
| Total                       | Total     | Total     | 421      |

### Como entrenador
| Club             | País      | Año   | PJ | PG | PE | PP | GF | GC | DG | EF%   |
| ---------------- | --------- | ----- | -- | -- | -- | -- | -- | -- | -- | ----- |
| Tigre            | Argentina | 2020  | 8  | 2  | 3  | 3  | 9  | 9  | 0  | 37.5% |
| Tigre (interino) | Argentina | 2024  | 0  | 0  | 0  | 0  | 0  | 0  | 0  | 0%    |
| Total            | Total     | Total | 8  | 2  | 3  | 3  | 9  | 9  | 0  | 37.5% |

## Palmarés

### Campeonatos nacionales
| Título                     | Club                        | País      | Año  |
| -------------------------- | --------------------------- | --------- | ---- |
| Ascenso al Nacional B      | Tigre                       | Argentina | 1998 |
| Primera B (Apertura)       | Tigre                       | Argentina | 2004 |
| Primera B (Clausura)       | Tigre                       | Argentina | 2005 |
| Ascenso a Primera División | Tigre                       | Argentina | 2007 |
| Ascenso a Primera División | Gimnasia y Esgrima La Plata | Argentina | 2013 |